# HQ-7
Die HQ-7 (chinesisch 紅旗-7 / 红旗-7, Pinyin Hóng Qí-7, auf Deutsch: Rote Fahne -7) ist ein mobiles, allwetterfähiges Flugabwehrraketensystem aus chinesischer Produktion. Es dient zur Bekämpfung von tieffliegenden Flugzeugen und Hubschraubern. Es wurde aus dem französischen Crotale-System entwickelt.

## Entwicklungsgeschichte
In den Jahren 1978 und 1979 importierte die Volksrepublik China einige Thomson-CSF-Crotale-Systeme aus Frankreich, um den frappierenden Missstand kurzreichweitiger Luftabwehrsysteme, die in den Streitkräften vorlag, zu beenden. Dabei handelte es sich sowohl um die land- als auch um schiffsbasierte Versionen, insbesondere um die „R.440 Sea Crotale“. Schließlich erfolgte die Nachkonstruktion durch chinesische Rüstungsbetriebe in den 1980er-Jahren. Der erste chinesische Nachbau der landgestützten Version wurde 1983 getestet und von 1986 bis 1988 erfolgte die Serienproduktion. Das HQ-7-System wurde neben der Armee und Marine auch von der chinesischen Luftwaffe verwendet. Seit 1989 wird die HQ-7 Exportkunden als FM-80 (FeiMeng-80) angeboten.

## Technik
Das Flugabwehrraketensystem besteht wie das Crotale-System aus zwei Komponenten. Das Starter-Fahrzeug verfügt vier Raketenstartbehälter, zwischen zwei 2×4-Startbehältern ist das Feuerleitradar montiert. Das weitere Fahrzeug trägt das Suchradar. Über ein einfaches Kabel kann das Überwachungsfahrzeug mit mehreren Starter-Fahrzeugen verbunden werden.
Bei der Volksbefreiungsarmee wurde das System zuerst auf einem 4×4-Radfahrzeug mit vier Startbehältern entwickelt, das eine Kopie des französischen Thomson-Hotchkiss P4R ist. Dieses Fahrzeug hatte eine Masse von 14,95 Tonnen.
Um eine höhere Mobilität zu gewährleisten, wurde entschieden Ende der 1990er-Jahre ein dreiachsiges 6×6-Basisfahrzeug mit besseren Geländefahreigenschaften konzipiert.
Bei der Marine wird das Raketensystem auf diversen Kampfschiffen eingesetzt. So haben beispielsweise die Zerstörer der Luhu-Klasse (Type 052) und der Luhai-Klasse (Typ 051B) hinter dem Bug-Geschützturm einen HQ-7-Achtfachstarter. Die Lenkwaffe wird von einem Feststoffraketenmotor angetrieben. Nach dem Start erreicht die Lenkwaffe innerhalb von wenigen Sekunden ihre Höchstgeschwindigkeit von Mach 2,3. Die Lenkwaffen werden mittels eines Radarleitstrahles an das Ziel herangeführt. Kommt das Flugziel in den Ansprechradius des Näherungszünders, wird der Splittergefechtskopf gezündet. Dieser hat einen effektiven Wirkungsradius von mehreren Metern. Die Bekämpfungsreichweiten variieren je nach Version.

## Nutzer
- Volksrepublik China

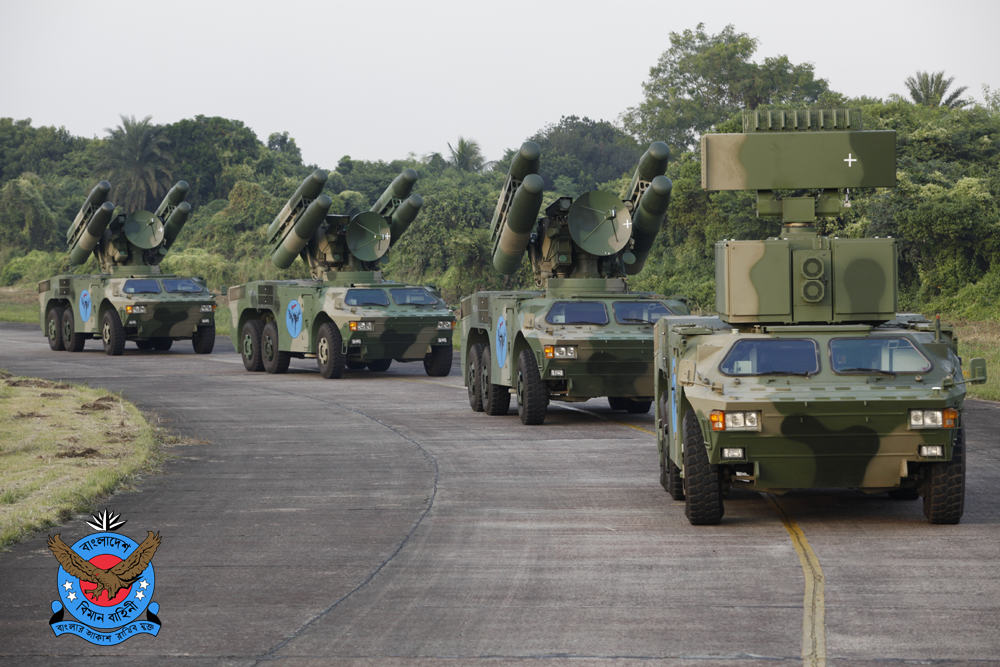
Eine bangladeschische HQ-7B-Batterie mit drei Starter-Fahrzeugen und einem Suchradarfahrzeug

- Algerien: Mehrere FM-90 im Einsatz.[4]
- Bangladesch: Diverse FM-90 (Landversion) und FM-90 für eine DW-2000-Fregatte.[5]
- Iran: Sechs FM-80 zwischen 1999 und 2004 geliefert. Iranische Nachbauten (und eventuelle Weiterentwicklung) unter der Bezeichnung „Shahab Thaqeb“.[5]
- Pakistan: Diverse FM-90 zwischen 2014 und 2016 erhalten.[6][5]
- Turkmenistan: FM-90 im Jahr 2016 erhalten.[5]

## Varianten

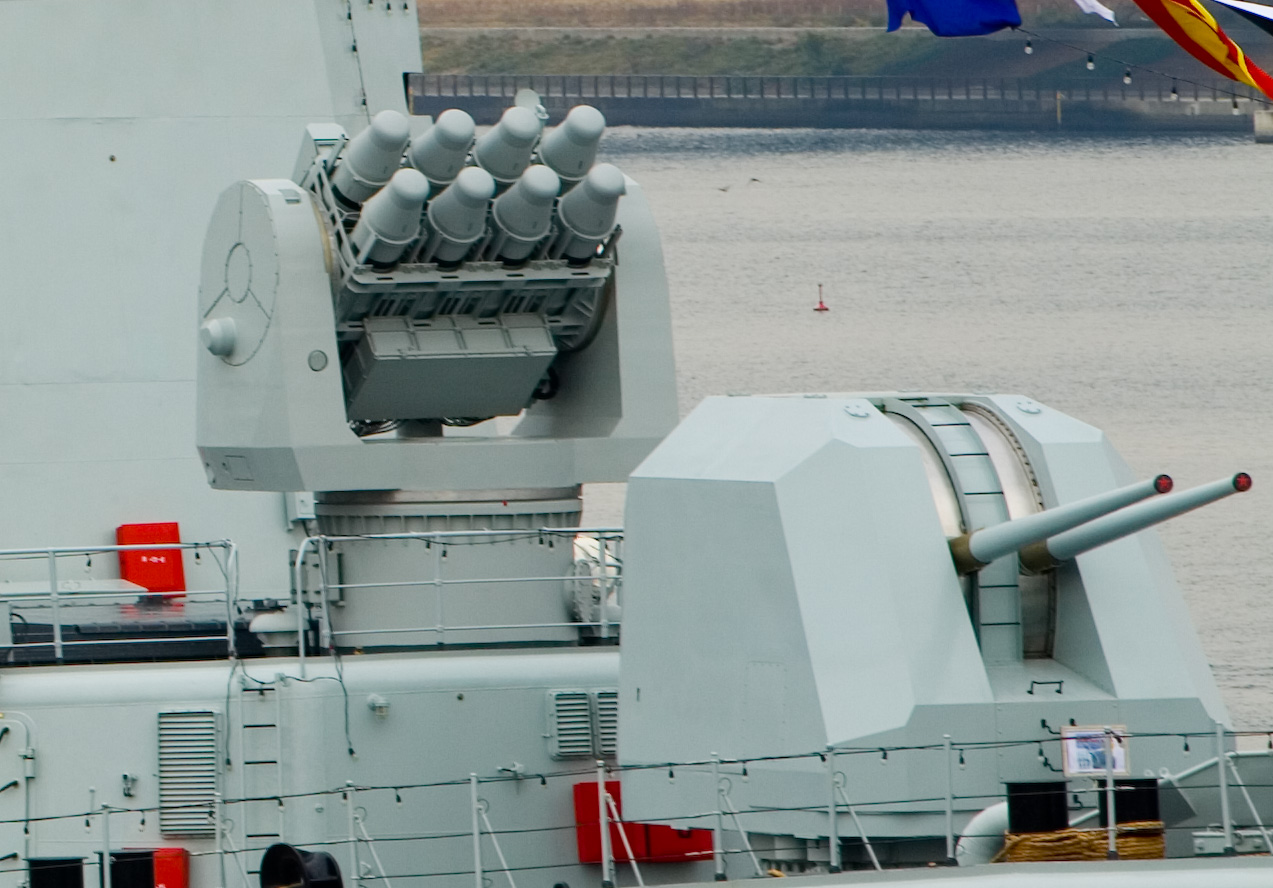
Ein FM-90-Achtfachstarter an Bord der Shenzhen (DDG-167)

- HQ-7 (FM-80): Landgestützte Version mit vier Startrohren auf einem Anhänger.
- HQ-7 (FM-80): Modernisierte landgestützte Version basierend auf einer 4×4-Selbstfahrlafette.
- HQ-7 (FM-80): Seegestützte Version mit Achtfachstarter; Verwendung auf diversen Schiffsklassen. Das Überwachungs- und Zielverfolgungsdopplerradar Type 360S (E/F-Band) hat eine Reichweite von 18,4 Kilometern.[7]
- HQ-7A (FM-90): Modernisierte landgestützte Version aus dem Jahr 1998.
- HQ-7B (FM-90): Modernste Version aus dem Jahr 2009 mit schnelleren und weiterreichenden Raketen mit einer IR-Zielsuche. Diese Version erhielt die Exportbezeichnung FM-90.[6] Das neue 6×6-Starter-Fahrzeug ist eine Neuentwicklung mit besseren Geländefahreigenschaften.
- Shahab Thaqeb: Iranische Kopie der Version FM-80 aus dem Jahr 1999.[8]